# Sobralia aspera
Sobralia aspera är en orkidéart som beskrevs av Robert Louis Dressler och Franco Pupulin. Sobralia aspera ingår i släktet Sobralia och familjen orkidéer.
Artens utbredningsområde är Costa Rica. Inga underarter finns listade i Catalogue of Life.